# Belaspidia
Belaspidia is een geslacht van vliesvleugeligen uit de familie bronswespen (Chalcididae). De wetenschappelijke naam van dit geslacht is voor het eerst geldig gepubliceerd in 1916 door Masi.

## Soorten
Het geslacht Belaspidia omvat de volgende soorten:
- Belaspidia elongata Pujade-Villar, 1999
- Belaspidia longicauda Halstead, 1988
- Belaspidia masii Nikol'skaya, 1952
- Belaspidia nigra (Siebold, 1856)
- Belaspidia obscura Masi, 1916
- Belaspidia steffani Delvare, 1999
- Belaspidia tussaci Delvare, 1999
- Belaspidia vadosa Delvare & Rasplus, 1999